# 李艳宁
李艳宁（1962年—），广西崇左人，壮族，中华人民共和国政治人物、第十一届全国人民代表大会广西地区代表。
毕业于广西医学院医学专业。担任广西医科大学第一附属医院超声诊断科副主任。2008年起担任全国人大代表。